# Merléac
Merléac (bretonisch: Merleag) ist eine französische Gemeinde mit 463 Einwohnern (Stand 1. Januar 2022) im Département Côtes-d’Armor in der Region Bretagne.
Merléac liegt in einer landwirtschaftlich genutzten Region westlich von Uzel.

## Bevölkerungsentwicklung
| 1962 | 1968 | 1975 | 1982 | 1990 | 1999 | 2007 | 2016 |
| ---- | ---- | ---- | ---- | ---- | ---- | ---- | ---- |
| 747  | 885  | 763  | 639  | 506  | 508  | 509  | 451  |

## Sehenswürdigkeiten
- Kirche Saint-Pierre et Saint-Paul
- Kapellen Saint-Jacques und Saint-Gouéno.

Siehe auch: Liste der Monuments historiques in Merléac

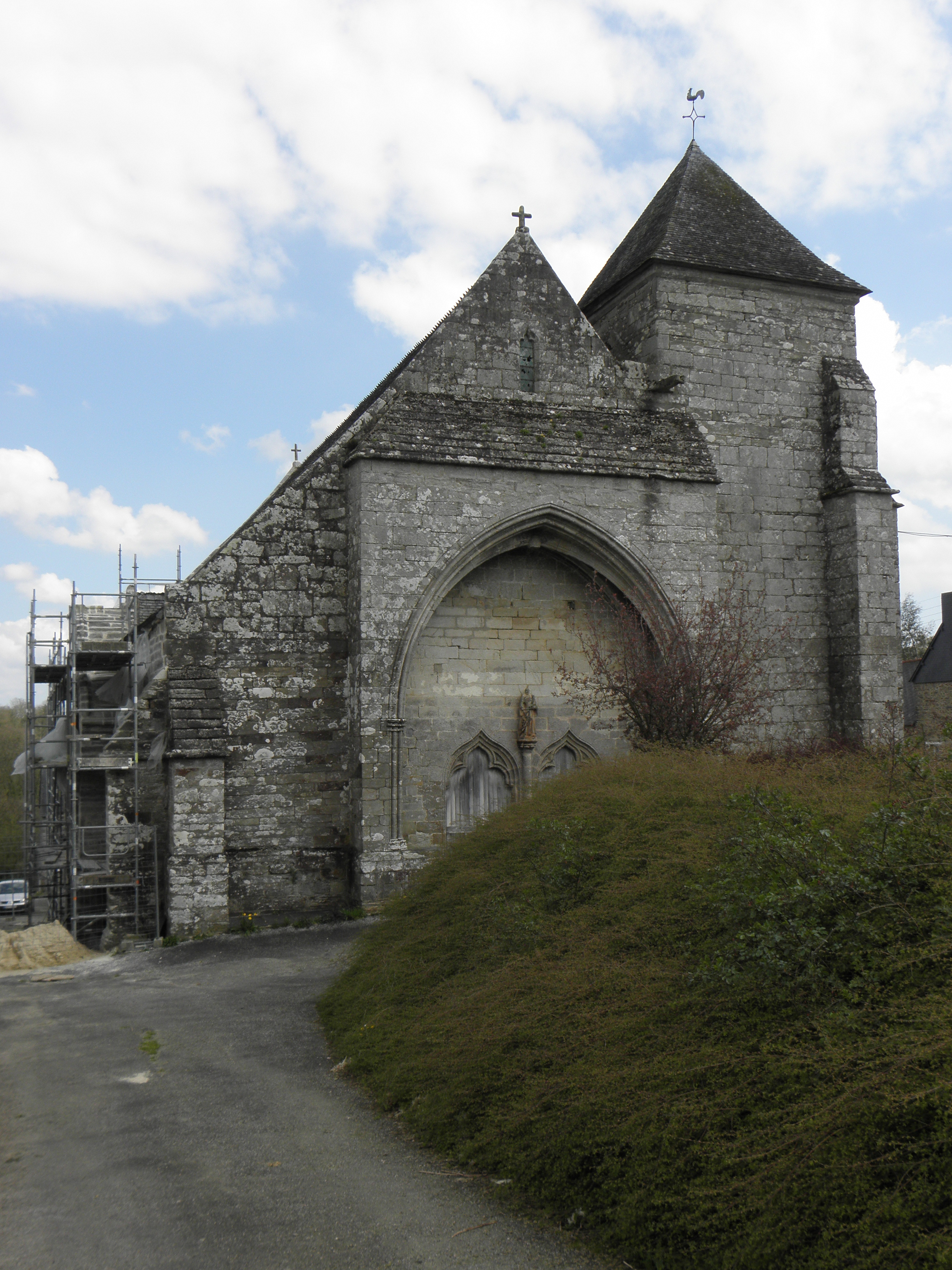
Kapelle Saint-Jacques